# Pelegrín Casabó y Pagés
Pelegrín Casabó y Pagés fue un traductor, intérprete, escritor y publicista integrista y antisemita español.
Nació en 1831 en Torroella de Montgrí. Colaborador en La Ilustración Católica, Casabó, convencido antisemita, tradujo en 1889 El fin de un mundo, de Édouard Drumont. Fue émulo de Drumont con la publicación en 1891 de La España judía, un libelo antisemita, donde además de Drumont Casabó recuperaba al padre Torrejoncillo.